# King of Tokyo
King of Tokyo es un juego de mesa que utiliza dados, cartas y un tablero personalizados, fue diseñado por Richard Garfield y lanzado en 2011. En 2014 se publicó King of New York, una edición basada en la ciudad de Nueva York. El juego fue relanzado en 2016, con ilustraciones y personajes completamente nuevos.

## Jugabilidad
Los jugadores eligen uno de los seis monstruos, los cuales consisten en mutantes, robots gigantes y otras criaturas. Los monstruos no tienen diferencias entre sí, con excepción de su nombre y diseño. Los jugadores se turnan para lanzar seis dados y pueden elegir volver a lanzar algunos de ellos a su gusto, como en el juego de dados Yahtzee.
Las caras de los dados contienen símbolos que representan energía, salud y ataque, así como los números 1, 2 y 3. Obtener un ícono de energía permite a los jugadores coleccionar fichas de energía iguales a la cantidad de símbolos de energía que consiguieron; estas fichas se utilizan para comprar cartas de poder. Obtener un ícono de salud restaura la salud de los jugadores en uno por cada símbolo conseguido, hasta un máximo de 10. Obtener un ícono de ataque mientras Tokio está desocupada le da al jugador la oportunidad de ocupar la ciudad de Tokio y ganar un punto de victoria. Una vez que la ciudad de Tokio esté ocupada, cualquier ícono de ataque obtenido cvausará daño al jugador localizado en Tokio o a todos los jugadores que no estén en Tokio, dependiendo de quién sea el turno. Se infligirá 1 punto de daño por cada símbolo de ataque conseguido. Obtener tres 1 otorga al jugador 1 punto de victoria, tres 2 valen 2 puntos y tres 3 dan 3 puntos. Cualquier dado adicional con el mismo número otorga 1 punto adicional cada uno.
Estar en la ciudad de Tokio le da al jugador unas cuantas ventajas, como obtener dos puntos de victoria por comenzar su turno en Tokio y la capacidad de atacar a todos los otros jugadores. No obstante, el jugador en Tokio no puede curarse, por lo que cualquier símbolo de salud que se obtenga no hace nada, además de que el jugador siempre será el objetivo de los ataques de los otros jugadores. Cuando la salud de un jugador llega a cero, ese jugador será eliminado y no podrá participar en la partida por el resto del juego. Hay dos lugares de ocupación en el tablero, siendo estos la ciudad de Tokio y la bahía de Tokio, estando esta última solo disponible siempre que haya más de cuatro jugadores.
El ganador del juego es el primero que logre obtener 20 puntos de victoria en su tablero de puntuación, o el último jugador que quede en juego.

## Ediciones
- La primera edición de King of Tokyo incluye seis monstruos (Alienoid, Cyber Bunny, Gigazaur (basado en Godzilla ), The King (basado en King Kong ), Kraken (basado en Cthulhu ) y Meka Dragon).
- King of New York de 2014 es un juego independiente con mecánicas de juego idénticas e introduce seis nuevos monstruos (Captain Fish, Sheriff, Kong, Mantis, Rob y Drakonis) que atacan los distritos de la ciudad de Nueva York. Las nuevas características de este juego independiente incluyen edificios para destruir y fuerzas militares humanas que pueden contraatacar. La expansión Power Up para King of New York, lanzada en 2016, agrega un nuevo monstruo (Mega Shark) e incluye 56 cartas de evolución para los siete monstruos.
- La segunda edición de King of Tokyo reemplazó a Cyber Bunny y Kraken con Cyber Kitty y Space Penguin, además de hacer algunos cambios en la descripción de algunos monstruos. Target (EE. UU.) tuvo un lanzamiento especial que reemplazó a Gigazaur con Baby Gigazaur.
- King of Tokyo Dark Edition es un juego independiente de impresión limitada. Es esencialmente una reimpresión de la primera edición, con los seis monstruos de esa edición, incluidos Cyber Bunny y Kraken. Presenta nuevas ilustraciones y también introduce una nueva mecánica de juego de maldad.
- King of Tokyo Monster Box es una compilación del juego lanzado en 2021. Esta versión incluye el juego base (2ª edición), una expansión llamada Power Up!, el paquete de coleccionista de Halloween y el monstruo Baby Gigazaur, además de 11 cartas exclusivas y una bandeja de dados.

## Expansiones
- Power Up! de 2012 presenta 56 cartas de evolución, 7 fichas y un nuevo monstruo: Pandakaï.[5] Fue relanzado en 2017 con arte actualizado según la segunda edición de King of Tokyo e incluye 72 cartas de evolución.
- El paquete de coleccionista de Halloween de 2013 incluye 2 nuevos monstruos (Pumpkin Jack y Boogie Woogie) y sus 16 cartas de evolución, 12 nuevas cartas de poder de disfraces, una carta promocional para King of New York y 6 dados naranjas.[6][7] Relanzado en 2017 con arte actualizado según la segunda edición de King of Tokyo.
- 2017 - Monster Pack 1: Cthulhu es una mini expansión tanto para King of Tokyo como para King of New York. Incluye un nuevo monstruo (Cthulhu) con un tablero de jugador y cartas de evolución para usar con la expansión Power Up! para cualquiera de los conjuntos básicos. También incluye losetas de Culto/Templo de dos caras (cuando obtienes una loseta, obtienes una bonificación) y fichas de Locura (repartidas por ciertas cartas de evolución para afectar las tiradas de dados de otros jugadores).
- 2017 - Monster Pack 2: King Kong es una mini expansión para King of Tokyo y King of New York. Incluye un nuevo monstruo (King Kong) con un tablero de jugador y cartas de evolución para usar con la expansión Power Up! para cualquiera de los conjuntos básicos. También incluye la Torre de Tokio para King of Tokyo y el Empire State Building para King of New York, que se utilizan para una nueva condición de victoria, donde los jugadores intentan obtener niveles de los edificios durante sus turnos. El primer jugador en obtener los tres niveles de edificios gana.
- 2018 - Monster Pack 3: Anubis es una mini expansión para King of Tokyo y King of New York. Incluye un nuevo monstruo (Anubis) con un tablero de jugador y cartas de evolución para usar con la expansión Power Up! para cualquier juego base. También incluye un dado del destino (dado en forma de pirámide que causa ciertos efectos cuando se tira con otros dados), cartas de maldición (reveladas cuando aparece una determinada cara en el dado del destino) y la carta de escarabajo dorado.
- 2019 - Monster Pack 4: Cybertooth es una mini expansión para King of Tokyo y King of New York. Incluye un nuevo monstruo (Cybertooth) con un tablero de jugador y cartas de evolución para usar con la expansión Power Up! para cualquiera de los conjuntos básicos. También incluye un dado Berserk.

Las expansiones Power Up! y Halloween para la segunda edición de King of Tokyo, junto con Baby Gigazaur, se juntaron con el juego base en el lanzamiento de 2021 King of Tokyo: Monster Box, lo que elevó la cantidad de monstruos a 10. También hay muchas cartas promocionales, desde Brokenbarr hasta Piecekeeper.

## Premios
- Golden Geek
  - Mejor juego infantil (2012)
  - Mejor juego de mesa familiar (2012)
  - Mejor juego de fiesta (2012)
- Ludoteca Ideale (2012)
- Nederlandse Spellenprijs: Mejor juego familiar (2013)

## Honores
- Golden Geek
  - Nominado al mejor juego de mesa para fiestas (2011)[8]
  - Nominado a mejor arte/presentación de un juego de mesa (2012)[8]
  - Nominado al mejor juego de mesa para niños (2012)[8]
  - Nominado al mejor juego de mesa familiar (2012)[8]
  - Nominado al mejor juego de mesa para fiestas (2012)[8]
  - Nominado a mejor juego de mesa temático (2012)[8]
- Nominado a la selección de votantes de Japan Boardgame Prize (2011)[8]
- Nominado al mejor juego familiar de Lucca Games (2011)[8]
- Finalista de Lys Grand Public (2011)[8]
- As d'Or - Jeu de l'Année Nominee (2012)[8]
- Nominado a Gouden Ludo (2012)[8]
- Nominado a mejor juego internacional de Boardgames Australia Awards (2013)[8]
- Nominado a Juego del Año Tico (2013)[8]
- Nominado a mejor juego familiar de Nederlandse Spellenprijs (2013)[8]

## Recepción
Una revisión del juego de mesa en The Wirecutter menciona que el juego tiene "una gran cantidad de personajes extravagantes", lo cual lo vuelve divertido, pero que los jugadores están en riesgo de ser eliminados al principio del juego.